# 구글 픽셀
픽셀(Pixel)은 구글이 넥서스 시리즈를 단종시키고 새로 내놓은 레퍼런스 제품군이다. 기존 넥서스 제품군에서 순수한 안드로이드(Android Open Source Project, AOSP)를 그대로 탑재하여 출시한 반면, 픽셀에서는 이에 픽셀만의 기능을 추가하여 커스터마이징하였다. 2016년 10월 4일 구글의 Made By Google 행사에서 처음 공개되었다.

## 스마트폰

### 픽셀 (1세대)

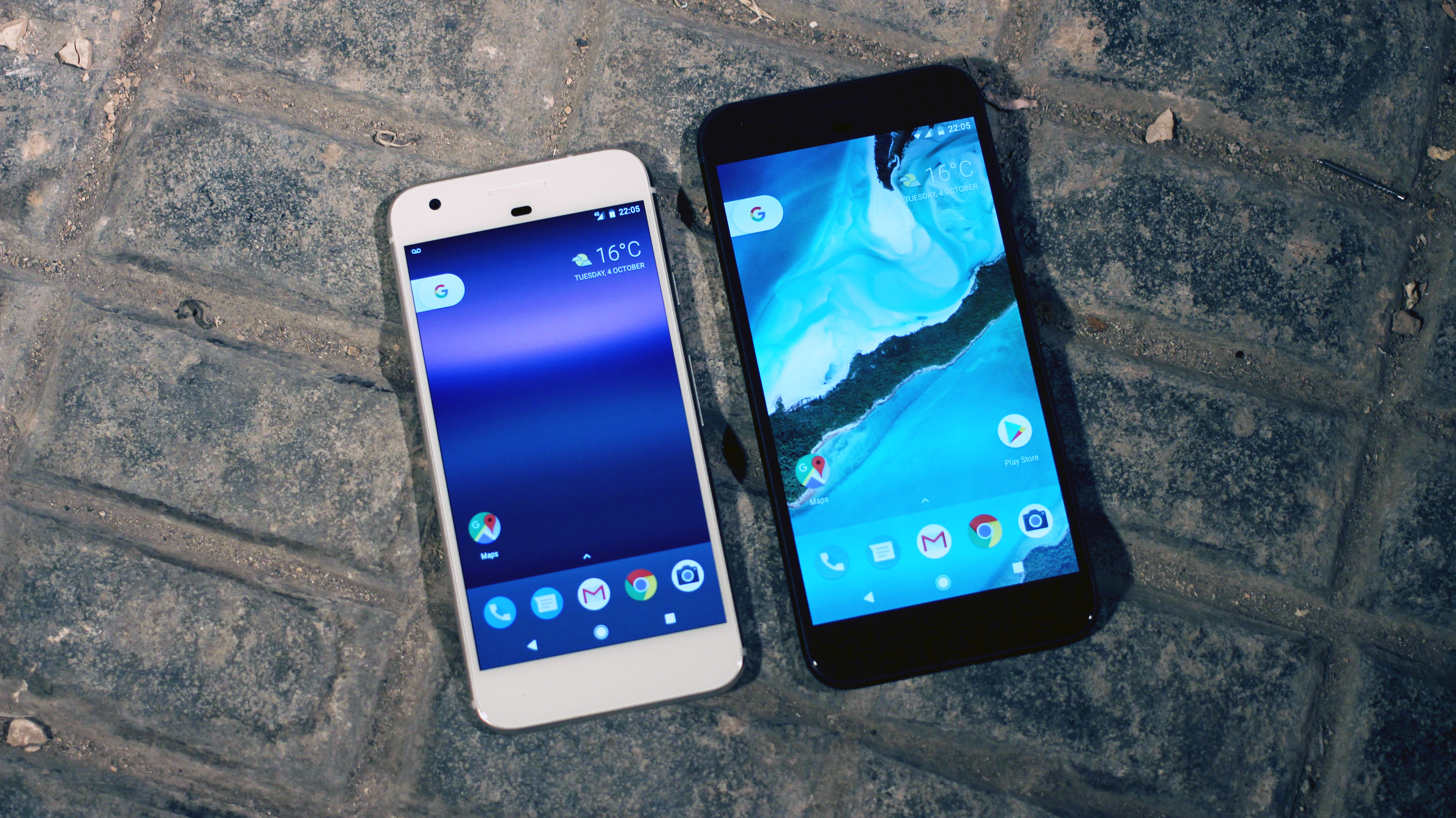
픽셀과 픽셀 XL 스마트폰

구글은 2016년 10월 4일 픽셀과 픽셀 XL이라는 1세대 픽셀 스마트폰을 #MadeByGoogle 행사 중에 발표하였다.
- 디스플레이 : 5.0 인치 1080x1920 해상도 AMOLED 디스플레이 (픽셀), 5.5 인치 1440x2560 해상도 AMOLED 디스플레이 (픽셀 XL)
- CPU : 퀄컴 스냅드래곤 821
- 저장공간 : 32 GB 또는 128 GB
- 메모리 : 4 GB LPDDR4 RAM
- 색상 : Very Silver, Quite Black, Really Blue(한정판)

### 픽셀 2
2017년 10월 4일, 구글은 픽셀 2와 픽셀 2 XL로 구성된 픽셀 2 시리즈를 발표하였다.
- 디스플레이 : 5.0 인치 1080x1920 해상도 AMOLED 디스플레이 (픽셀), 6.0 인치 1440x2880  해상도 P-OLED 디스플레이 (픽셀 XL)
- CPU : 퀄컴 스냅드래곤 835 (10 nm)
- 저장공간 : 64 GB 또는 128 GB
- 메모리 : 4 GB LPDDR4 RAM
- 색상 : Kinda Blue, Just Black, Clearly White

### 픽셀 3
출시일 2018년 10월

### 픽셀 4
출시일 2019년 10월
- 디스플레이 : 5.7 인치 Full HD 해상도 P-OLED 디스플레이 (픽셀), 6.3 인치 QuadHD 해상도 P-OLED 디스플레이 (픽셀 XL)
- CPU : 퀄컴 스냅드래곤 855 (7 nm)
- 저장공간 : 64 GB 또는 128 GB
- 메모리 : 6 GB LPDDR4X RAM
- 색상 : Just Black, Clearly White and Oh So Orange colours

### 픽셀 5
출시일 2020년 9월
- 디스플레이 : 6.0 인치 Full HD 해상도 P-OLED 디스플레이
- CPU : 퀄컴 스냅드래곤 765G
- 저장공간 : 128 GB
- 메모리 : 8 GB

### 픽셀 6
출시일: 2021년 10월

### 픽셀 6a
- 디스플레이: 6.1인치 OLED, 2400×1080 {20:9} 픽셀 해상도; 디스플레이는 코닝 고릴라 글래스 3을 사용한다. 전면 카메라용 홀 펀치가 있다.
- 프로세서: Google Tensor
- 저장공간: 128GB
- RAM: 6GB LPDDR5
- 카메라: f/1.7 렌즈가 장착된 12.2 MP 센서 및 f/2.2 렌즈가 장착된 12 MP 초광각 센서, 듀얼 픽셀 위상 감지, 광학 및 전기적 이미지 안정화, f/2.0 렌즈가 장착된 8 MP 전면 카메라.
- 배터리: 4410mAh, 분리 불가, 하루 종일 배터리 사용 및 급속 충전 기능
- 재료: 알루미늄 프레임, 플라스틱 백, IP67 방수 및 먼지 방지
- 색상: 차콜, 초크 및 세이지
- 운영 체제: 안드로이드 12, 최소 3년의 주요 OS 지원과 5년의 보안 업데이트 지원을 제공한다.[2]

### 픽셀 7 및 픽셀 7 프로
구글은 픽셀 7과 픽셀 7 프로를 2022년 10월 6일 발표했다.
- 디스플레이: 픽셀 7 6.3인치 OLED, 90Hz, 2400×1080 FHD+ 픽셀 해상도, 픽셀 7 Pro 6.7인치 LTPO OLED, 120Hz, 3120×1440 QHD+ 픽셀 해상도, 모두 Corning Gorilla Glass Victus 사용
- 프로세서: 구글 텐서 G2
- 스토리지: Pixel 7 128 또는 256 GB, Pixel 7 Pro 128, 256 또는 512 GB

RAM: 8GB LPDDR5(픽셀 7), 12GB LPDDR5(픽셀 7 Pro)
- 카메라: f/1.85 렌즈를 장착한 픽셀 7 후면 50 MP 센서 및 f/2.2 렌즈를 장착한 12 MP 초광각 센서, f/2.2 렌즈를 장착한 전면 8 MP 센서 및 92.8° 시야각 센서, f/1.85 렌즈를 장착한 픽셀 7 Pro 후면 50 MP 센서, f/2.2 렌즈를 장착한 12 MP 초광각 센서, f/3.5 렌즈를 장착한 전면 11.1 MP 및 92 렌즈를 장착한 전면 11.1 MP 망원 센서.1 MP 센서.2 렌즈를 장착했다.8° 시야, 레이저 감지 자동 초점, 광학 이미지 안정화.
- 배터리: 4,355 mAh(픽셀 7), 5,000 mAh(픽셀 7 Pro); 둘 다 제거할 수 없으며 고속 충전, 무선 충전 및 역 무선 충전이 가능
- 재료: 알루미늄 프레임, 유리 뒷면, IP68 방수 및 먼지 저항성
- 색상: 픽셀 7 옵시디언, 스노우 및 레몬그라스, 픽셀 7 프로 옵시디언, 스노우 및 헤이즐
- 운영 체제: 안드로이드 13, 최소 3년간의 주요 OS 지원 및 5년간의 보안 업데이트 지원.[3][4]

### 픽셀 7a
구글은 픽셀 7a를 2023년 5월 10일 연례 구글 I/O에서 발표했다.
- 디스플레이: 6.1" FHD OLED(2400 x 1080, 429ppi) 90Hz, Corning Gorilla Glass 3 탑재
- 프로세서: 구글 텐서 G2
- 스토리지: 128GB 확장 불가
- 메모리: 8GB
- 카메라: 후면 64MP(f/1.89) 메인, 13MP(f/2.2)(초광폭); 전면 13MP(f/2.2)
- 배터리 : 탈착 불가 4,385mAh 배터리로 급속 충전 및 무선 충전이 가능
- 재료: 알루미늄 프레임, 플라스틱 후면, IP67 분진/수분 방지
- 색상: 숯, 바다, 눈, 산호
- 운영 체제: 안드로이드 13

## 관련 기종
- 구글 넥서스
- 구글 플레이 에디션

## 같이 보기
- 안드로이드 원
- 구글 넥서스
- 구글 텐서
- 구글 플레이 에디션
- 구글의 제품 목록